# Granada (Cundinamarca)
Granada est une municipalité située dans le département de Cundinamarca, en Colombie.